# 巴奇·帕蒂
巴奇·帕蒂（英語：Budge Patty，1924年2月11日—2021年10月4日），美国男子网球运动员。他曾获得法国网球公开赛男子单打冠军、混合双打冠军、温布尔登网球锦标赛男子单打冠军、男子双打冠军。